# Aurós
Aurós, u Orós, es un antiguo lugar del término municipal de La Guingueta, en la comarca del Pallars Sobirà, dentro del territorio del antiguo término de Unarre, en la provincia de Lérida (España).
Consta de una casa, la iglesia de Sant Pere de Aurós y la ermita de San Juan de Aurós. De hecho, incluso a nivel estadístico, Aurós siempre ha constado como vecindario de Unarre; en la mayoría de censos se contabiliza junto con la antigua cabeza de ayuntamiento.
Está situado cerca y a la izquierda del Río de Unarre, unos 600 metros en línea recta al nordeste de Unarre. Queda también al sudeste de Cerbi y al suroeste de Gavàs, a una distancia parecida.
Hasta el XIX  contaba con jurisdicción propia. En 1847 se incorporó al municipio inicial de Unarre al ser ampliado con el añadido de los ayuntamientos, todos ellos creados en 1812, de Burgo, Cerbi, Escalarre, Gavàs y Llavorre.
De la iglesia de Sant Pere, románica, restan las arquerías en un ábside sobrealzado. Varias pinturas sobre tabla, dedicadas a los apóstoles Pedro y Pablo se encuentran en el MNAC. Por su parte, la ermita de San Juan, ubicada en un cerro próximo, conserva las tres naves.

## Etimología
Según Joan Coromines, Aurós es uno de los muchos topónimos pirenaicos de origen vasco. Está formado por dos étimos: ur (agua) y otz (frío), con refuerzo vocálico inicial. De todas maneras, el mismo Coromines presenta la posibilidad que en lugar de otz el sufijo fuera ya el adjectivitzador -oso, también muy frecuente a la toponimia pirenaica. Así, la interpretación del topónimo tanto podría ser agua fría cómo abundante en agua.

## Historia

### Edad Moderna
En el fogatge del 1553, Auros declara tan solo 2 fuegos laicos (unos 10 habitantes).

### Edad Contemporánea
Pascual Madoz dedica un artículo de su Diccionario geográfico... a Manso de Auros. Dice que es un caserío del Valle de #Àneu, en la vertiente de una montaña elevada, donde lo combaten los vientos norteños y del sur. El clima es frío, pero bastante sano, y no se  sufren más dolencias que algunos resfriados y pulmonías. No tiene ayuntamiento, pero no está agregado a ninguno otro pueblo, pero tiene alcalde, cargo que iba pasando de padres a hijos. Tenía en aquel momento una sola casa y la iglesia de Sant Pere, anexa de la de Unarre. Tiene un término muy reducido, que se reduce a las tierras de la casa única del vecindario. Las tierras son montañosas y de calidad mediana; comprende 100 jornales de trabajo, la mitad de pastos y las otras de cultivo, que se riegan con las aguas de varias fuentes. Se  cosechaba centeno, cebada, legumbres, hortalizas, pastos y miel. Se  criaba ganado vacuno, de lana, cabras, cerdos y un poco de mulas y caballos. Había caza de liebres y perdices. Contaba con 1 vecino (jefe de casa) y 11 almas (habitantes).